# Electrostrymon hugon
Electrostrymon hugon is een vlinder uit de familie van de Lycaenidae. De wetenschappelijke naam van de soort werd als Polyommatus hugon in 1824 gepubliceerd door Godart.

## Synoniemen
- Thecla sangala Hewitson, 1868
- Thecla cyphara Hewitson, 1874
- Thecla autoclea Hewitson, 1877
- Thecla callides Dyar, 1914